# Campeonato Uruguayo de Fútbol Femenino 2023
El Campeonato Uruguayo de Fútbol Femenino fue el 27.° torneo de primera división del fútbol femenino uruguayo organizado por la AUF. El campeón fue el Club Atlético Peñarol tras ganarle las finales a Nacional. Ambos finalistas clasificaron a la Copa Libertadores 2024.
El torneo comenzó el 23 de abril de 2023 y terminó el 10 de diciembre de 2023.

## Equipos participantes

### Ascensos y descensos
Un total de 11 equipos disputarán el campeonato, incluyendo 7 equipos de la temporada pasada, y 4 equipos ascendidos de la Segunda División Femenina.
| Club                   | Ascendido como                |
| ---------------------- | ----------------------------- |
| Montevideo City Torque | Campeón Segunda División 2022 |
| Boston River           | 2º Segunda División 2022      |
| Danubio                | 3º Segunda División 2022      |
| Racing                 | 4º Segunda División 2022      |

| Club   | Descendido como      |
| ------ | -------------------- |
| Atenas | 9.º Tabla Anual 2022 |

| Club    |
| ------- |
| Náutico |

### Datos de los equipos
| Club                   | Ciudad      | Estadio            | Capacidad | Fundación                | Temporadas | Temp. Consecutivas | Títulos | Subtítulos | 2022 |
| ---------------------- | ----------- | ------------------ | --------- | ------------------------ | ---------- | ------------------ | ------- | ---------- | ---- |
| Defensor Sporting      | Montevideo  | -                  | -         | 15 de marzo de 1913      | 3          | 3                  | 1       | —          |      |
| Fénix                  | Las Piedras | Monegal            | 6.000     | 7 de julio de 1916       | 12         | 9                  | —       | —          |      |
| Liverpool              | Montevideo  | -                  | -         | 15 de febrero de 1915    | 9          | 5                  | —       | —          |      |
| Nacional               | Montevideo  | Los Céspedes       | -         | 14 de mayo de 1899       | 21         | 13                 | 6       | 10         | 1º   |
| Peñarol                | Montevideo  | José Pedro Damiani | 12.000    | 28 de septiembre de 1891 | 8          | 6                  | 3       | 2          | 2º   |
| River Plate            | Montevideo  | River Plate        | -         | 11 de mayo de 1932       | 18         | 10                 | 2       | 2          |      |
| Montevideo Wanderers   | Montevideo  | -                  | -         | 15 de agosto de 1902     | 16         | 1                  | —       | —          |      |
| Montevideo City Torque | Montevideo  | -                  | -         | 26 de diciembre de 2007  | —          | —                  | —       | —          |      |
| Boston River           | Montevideo  | -                  | -         | 20 de febrero de 1939    | —          | —                  | —       | —          |      |
| Danubio                | Montevideo  | -                  | -         | 1 de marzo de 1932       | 7          | —                  | —       | —          |      |
| Racing                 | Montevideo  | -                  | -         | 6 de abril de 1919       | 10         | —                  | —       | —          |      |

1. 1 2  Considerando el historial de Canelones Femenino y de Fénix.

## Torneo Apertura

### Posiciones
| Pos. | Equipo                 | Pts. | PJ | G | E | P | GF | GC | Dif. |  |
| ---- | ---------------------- | ---- | -- | - | - | - | -- | -- | ---- |  |
| 1    | Nacional               | 28   | 10 | 9 | 1 | 0 | 40 | 0  | +40  |  |
| 2    | Defensor Sporting      | 23   | 10 | 7 | 2 | 1 | 27 | 6  | +21  |  |
| 3    | Peñarol                | 21   | 10 | 6 | 3 | 1 | 43 | 6  | +37  |  |
| 4    | Fénix                  | 20   | 10 | 6 | 2 | 2 | 19 | 9  | +10  |  |
| 5    | Liverpool              | 16   | 10 | 5 | 1 | 4 | 18 | 17 | +1   |  |
| 6    | Montevideo City Torque | 14   | 10 | 4 | 2 | 4 | 19 | 13 | +6   |  |
| 7    | Montevideo Wanderers   | 16   | 10 | 5 | 1 | 4 | 20 | 15 | +5   |  |
| 8    | Boston River           | 6    | 10 | 2 | 0 | 8 | 5  | 29 | −24  |  |
| 9    | River Plate            | 6    | 10 | 2 | 0 | 8 | 6  | 42 | −36  |  |
| 10   | Danubio                | 5    | 10 | 1 | 2 | 7 | 4  | 27 | −23  |  |
| 11   | Racing                 | 2    | 10 | 0 | 2 | 8 | 0  | 37 | −37  |  |

Actualizado a los partidos jugados el 22 de agosto de 2023.
 Fuente: AUF
|  | Campeón Torneo Apertura |

## Torneo Clausura

### Posiciones
| Pos. | Equipo                 | Pts. | PJ | G  | E | P | GF | GC | Dif. |  |
| ---- | ---------------------- | ---- | -- | -- | - | - | -- | -- | ---- |  |
| 1    | Peñarol                | 30   | 10 | 10 | 0 | 0 | 57 | 2  | +55  |  |
| 2    | Nacional               | 21   | 9  | 8  | 0 | 1 | 42 | 2  | +40  |  |
| 3    | Defensor Sporting      | 18   | 10 | 6  | 0 | 4 | 26 | 13 | +13  |  |
| 4    | Montevideo City Torque | 17   | 10 | 5  | 2 | 3 | 21 | 20 | +1   |  |
| 5    | Fénix                  | 16   | 10 | 4  | 1 | 5 | 20 | 24 | −4   |  |
| 6    | Montevideo Wanderers   | 16   | 10 | 5  | 1 | 4 | 19 | 28 | −9   |  |
| 7    | Liverpool              | 15   | 10 | 4  | 3 | 3 | 13 | 15 | −2   |  |
| 8    | Danubio                | 10   | 10 | 3  | 1 | 6 | 6  | 18 | −12  |  |
| 9    | Boston River           | 7    | 10 | 2  | 1 | 7 | 4  | 20 | −16  |  |
| 10   | Racing                 | 7    | 10 | 2  | 1 | 7 | 7  | 42 | −35  |  |
| 11   | River Plate            | 0    | 9  | 0  | 0 | 9 | 5  | 36 | −31  |  |

Actualizado a los partidos jugados el 26 de noviembre de 2023.
 Fuente: AUF
Notas:
1. ↑  Nacional fue sancionado con la perdida de 3 puntos por jugar ante Fénix con una jugadora inhabilitada.
2. ↑  A Fénix se le adjudicaron 3 puntos por decisiones federativas.
3. ↑  El partido entre Nacional y River fue suspendido a los 55 minutos con resultado 5-0. Se programó una fecha para los 35 minutos restantes pero finalmente no se concretó.

|  | Campeón Torneo Clausura |

## Tabla Anual
(Incluye torneo intermedio)
| Pos. | Equipo                 | Pts. | PJ | G  | E | P  | GF  | GC  | Dif. |  |
| ---- | ---------------------- | ---- | -- | -- | - | -- | --- | --- | ---- |  |
| 1    | Nacional               | 64   | 24 | 22 | 1 | 1  | 96  | 3   | +93  |  |
| 2    | Peñarol                | 63   | 25 | 20 | 3 | 2  | 124 | 10  | +114 |  |
| 3    | Defensor Sporting      | 50   | 24 | 16 | 2 | 6  | 60  | 21  | +39  |  |
| 4    | Montevideo City Torque | 43   | 24 | 13 | 4 | 7  | 47  | 35  | +12  |  |
| 5    | Liverpool              | 40   | 25 | 12 | 4 | 9  | 37  | 38  | −1   |  |
| 6    | Fénix                  | 39   | 24 | 11 | 3 | 10 | 46  | 42  | +4   |  |
| 7    | Montevideo Wanderers   | 38   | 25 | 12 | 2 | 11 | 50  | 52  | −2   |  |
| 8    | Danubio                | 21   | 24 | 6  | 3 | 15 | 15  | 50  | −35  |  |
| 9    | Boston River           | 13   | 24 | 4  | 1 | 19 | 2   | 58  | −56  |  |
| 10   | Racing                 | 10   | 25 | 2  | 4 | 19 | 8   | 101 | −93  |  |
| 11   | River Plate            | 7    | 24 | 2  | 1 | 21 | 12  | 95  | −83  |  |

Actualizado a los partidos jugados el 26 de noviembre de 2023.
 Fuente: AUF
Notas:
1. ↑  Nacional fue sancionado con la perdida de 3 puntos por jugar ante Fénix con una jugadora inhabilitada.
2. ↑  A Fénix se le adjudicaron 3 puntos por decisiones federativas.
3. ↑  El partido entre Nacional y River fue suspendido a los 55 minutos con resultado 5-0. Se programó una fecha para los 35 minutos restantes pero finalmente no se concretó.

|  | Ganador Tabla Anual |
|  | Descenso            |

## Definición del campeonato
|  | Semifinal                   | Semifinal |  |  | Final                          | Final | Final |
|  |                             |           |  |  |                                |       |       |
|  |                             |           |  |  |                                |       |       |
|  | Nacional (Ganador Apertura) | 0         |  |  |                                |       |       |
|  | Peñarol (Ganador Clausura)  | 2         |  |  |                                |       |       |
|  |                             |           |  |  |                                |       |       |
|  |                             |           |  |  | Peñarol (Ganador Semifinal)    | 3     | 3     |
|  |                             |           |  |  | Nacional (Ganador Tabla Anual) | 1     | 2     |
|  |                             |           |  |  |                                |       |       |

| 26 de noviembre de 2023 | Nacional | 0:2 (0:1) | Peñarol                                  | Parque Palermo, Montevideo |  |
| 16:30                   |          | Reporte   | Julieta Morales 28' · Wendy Carballo 78' |                            |  |

| 2 de diciembre de 2023 | Peñarol                                                         | 3:1 (1:1) | Nacional              | Parque Palermo, Montevideo |                            |
| 16:30                  | Wendy Carballo 41' (pen.), 51' · Micaela Domínguez 90+7' (t.l.) | Reporte   | Guillermina Grant 12' | Árbitro(s): Fernando Silva | Árbitro(s): Fernando Silva |

| 10 de diciembre de 2023 | Nacional                                | 2:3 (0:2) | Peñarol                                                               | Parque Palermo, Montevideo |  |
| 16:30                   | Anna Cola 83' · Ángela Gómez 88' (pen.) | Reporte   | Pilar González 8' · Wendy Carballo 45+1' (pen.) · Julieta Morales 52' |                            |  |